# 芝加哥肯特法学院
芝加哥肯特法学院（Chicago–Kent College of Law）
是一所自1888年起在美国伊利诺伊州芝加哥创设的法学院，附属于伊利诺伊理工学院。
该学院在《美国新闻与世界报道》的法学院排名里被评为第61名。
该学院最早是一所该地区的法律夜校（后来发展成为“芝加哥法学院”），和一所由西北大学法学院前院长成立的“肯特法学院”合并后成立的。1969年该法学院跟伊利诺伊理工学院合并。1992年迁入现址，紧邻芝加哥联合火车站。

该学院的特色之一是其法律写作课程要上三年。